# 戦車運搬車

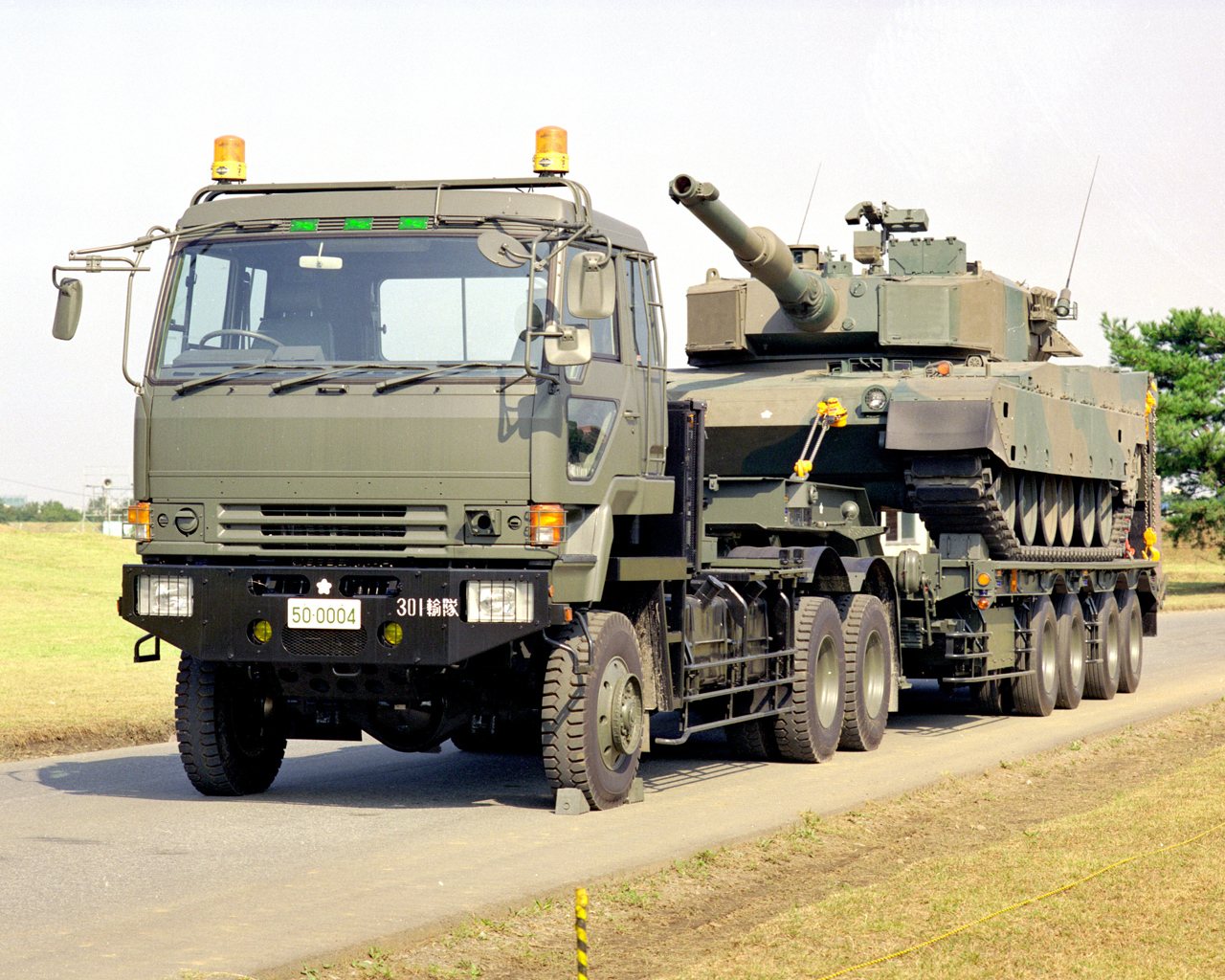
陸上自衛隊の特大型運搬車

戦車運搬車（せんしゃうんぱんしゃ）は、戦車輸送用に設計された大型キャリアカーのことをいう。通常、牽引自動車方式を採用している。
英語でのTank Transporterに相当する。これをそのまま音写してタンクトランスポーター、あるいは戦車トランスポーター、単にトランスポーターと呼ばれることもある。
実際には戦車に限らず、同程度の大きさがある自走砲や歩兵戦闘車など輸送対象は多く、1970年代以降のアメリカ軍ではHeavy Equipment Transporter, HET（重機材運搬車、重装備運搬車）という表現も用いられている。自衛隊では特大型運搬車と呼称する。

## 概要
戦車運搬車は、戦車などの装甲戦闘車両（AFV）を戦略機動（長距離移動）させるための車両である。AFVは武装や装甲のせいで重量が過大になる傾向があるため、足回り（走行系）の負担が大きく、自走による損耗や故障が日常的に発生する傾向がある。サスペンション、変速機などの足回り部品やエンジンなど走行するだけで損耗が大きい部位は多岐に渡る。そこで、戦術機動（戦場での作戦行動）が必要な場面以外では極力、他の車両や鉄道に積載して輸送されることで自走を避け損耗を抑える。
初期の戦車運搬車として、第二次世界大戦期にドイツで製造されたSd Kfz 9 18t重半装軌車及びトレーラーのSd.Ah.116や、アメリカ陸軍のM19やM25ドラゴンワゴン、イギリス陸軍のスキャメル パイオニアがある。ただしこの当時は移送用としてではなく、故障・損傷車輌の回収に使われることの方が多く、長距離輸送には鉄道が用いられた。
今日では、戦車運搬車はより普及し、機械化された軍隊の一般的な装備と言えるまでになった。戦車の大型化にあわせて、戦車運搬車も車両として最大級の車格をもつものが増えている。
現代一般の自動車が幅2.5m程度であるのと比べ戦車は3m前後と大きい。これを積載する戦車運搬車はそれ以上の横幅があることに加え、全長ははるかに長大であるため、時には戦車以上に通行可能な道路の制約を受ける。それを多少なりとも軽減するため、運搬車の幅は戦車がギリギリ収まる程度に抑えてあり、ここへの乗降は平均台にも似て慎重な操縦が要求され手間も時間もかかる。さらに特大型車によるこうした作業を部隊単位の頭数で行う広い地積確保も含め、装軌AFV運用のボトルネックとなる。自身で路上を長距離巡行できる装輪装甲車は運搬車の付随コストを抑えられるのは勿論、行軍から戦闘状態へ移る即応性の点でも優り、ストライカー装甲車やチェンタウロ戦闘偵察車、16式機動戦闘車など緊急展開戦力と位置づけられることが多い。

## 国別車種一覧

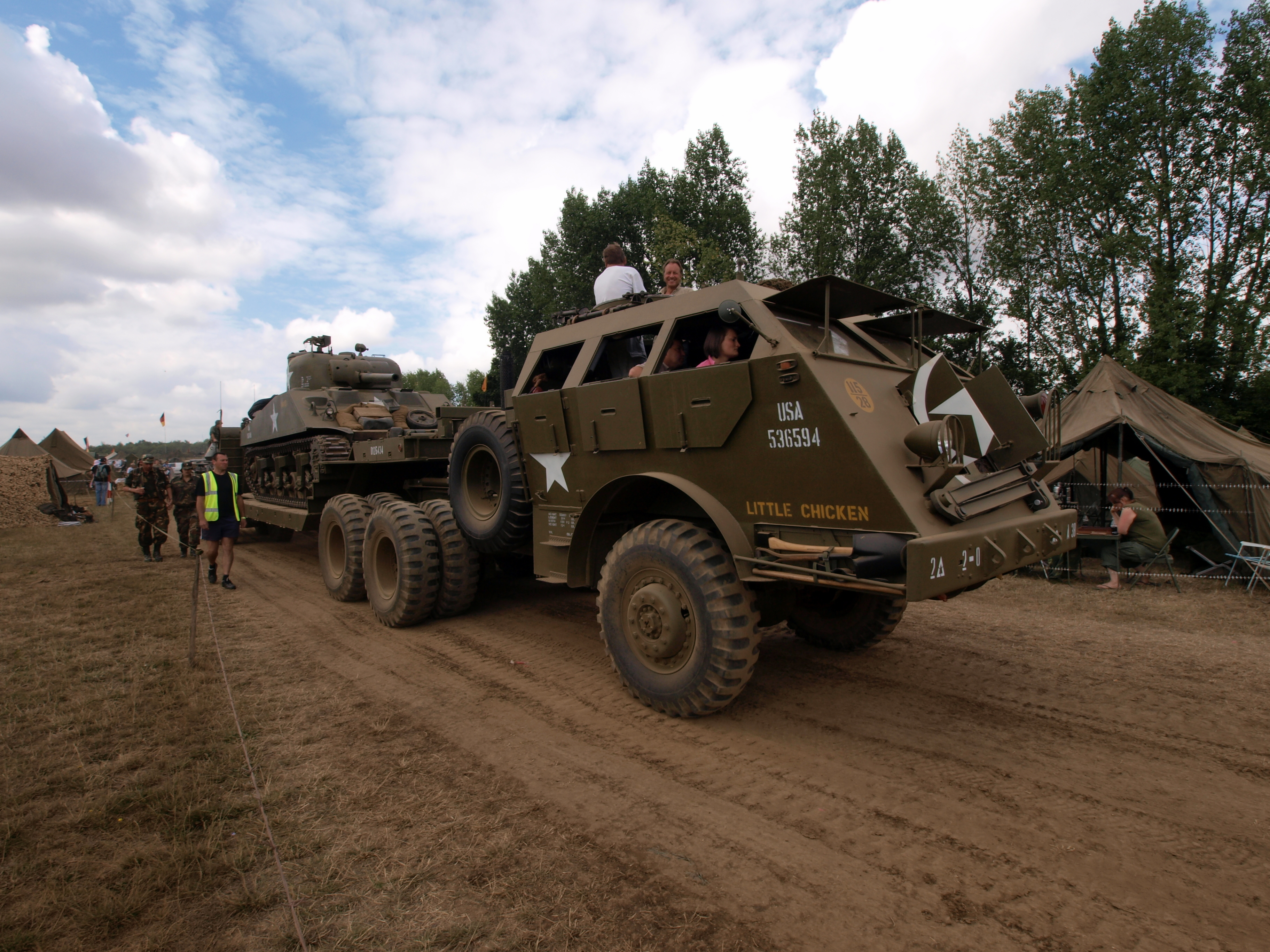
M25"ドラゴンワゴン"

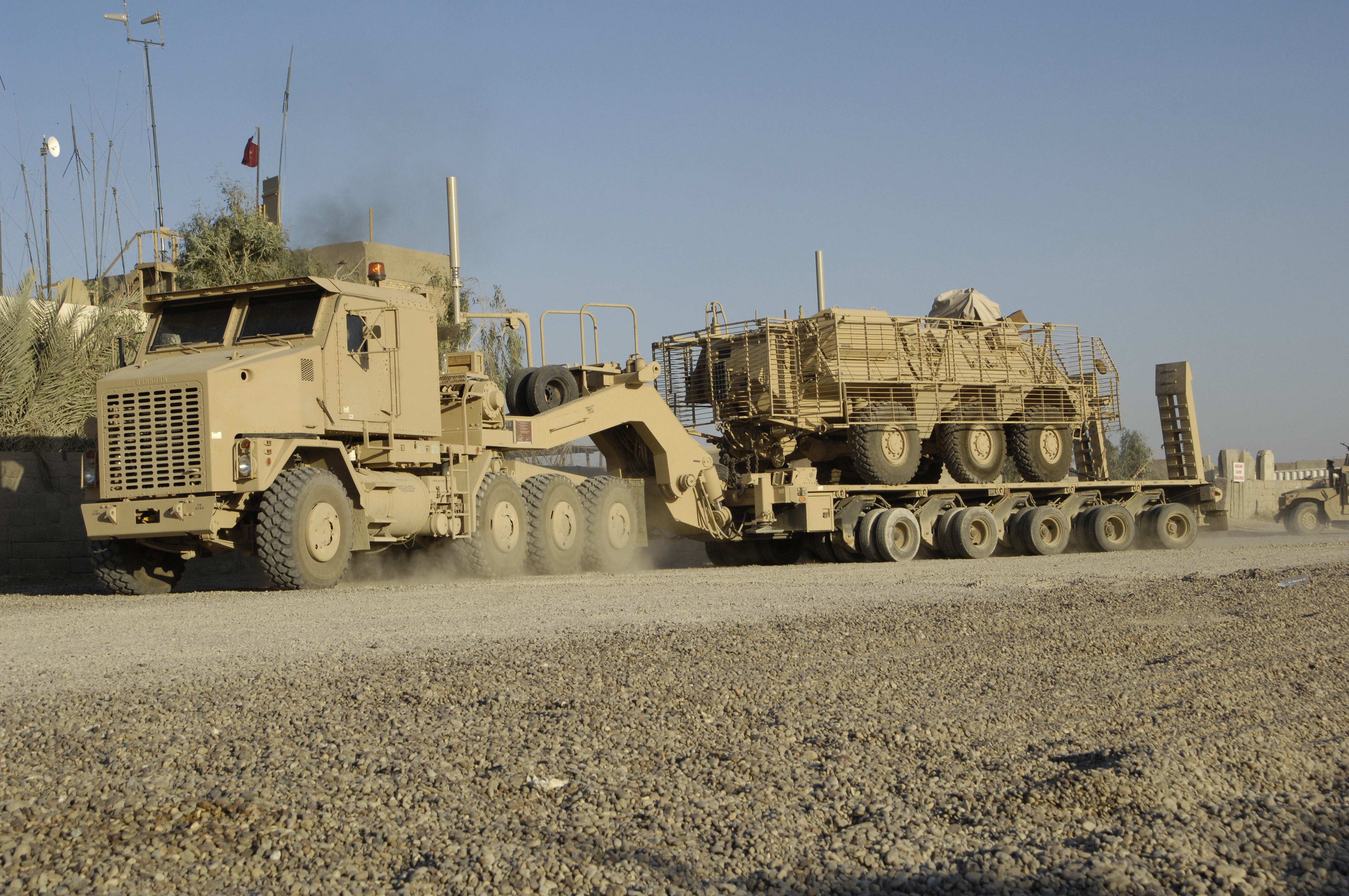
M1070 HETS

アメリカ合衆国
- M19戦車運搬車
- M25戦車運搬車"ドラゴンワゴン"
- M746 HET（英語版）[1]
- M911 C-HET（英語版）[2][3]
- M1070 HETS（英語版）[4]

 イギリス
- スキャメル パイオニア戦車運搬車

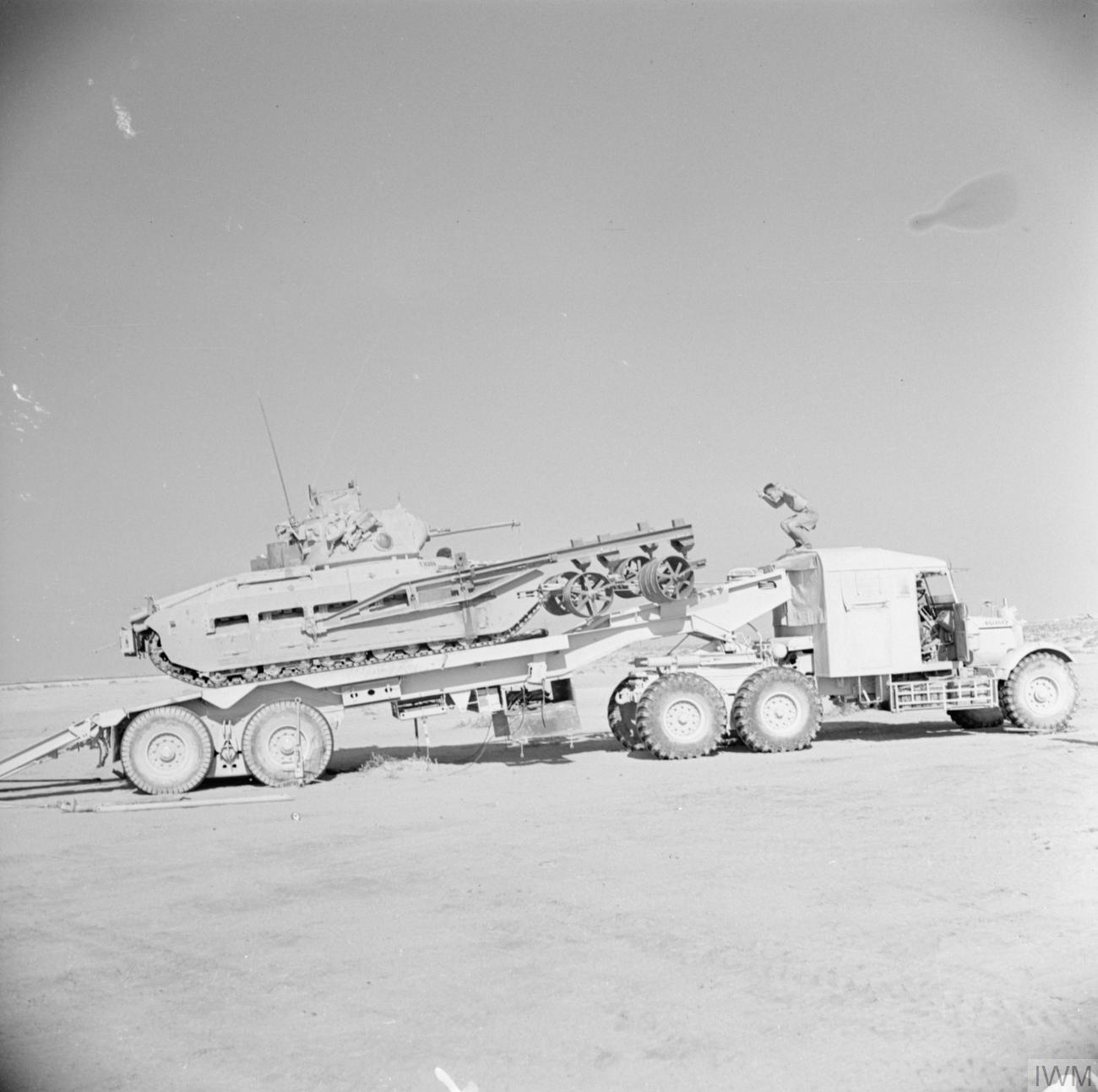
スキャメル パイオニア戦車運搬車

- ダイアモンドT 戦車運搬車 - アメリカ軍の M19戦車運搬車 のイギリス軍バージョン。
- ソーニクロフト アンタル（英語版）
- スキャメル コントラクター（英語版）
- スキャメル コマンダー（英語版）[5]
- オシュコシュ 1070F HET（英語版） - アメリカ軍の M1070 HETS のイギリス軍バージョン。

 スウェーデン
- ボルボ N1233
- スカニア T144[6]
- スカニア R620[7]
- スカニア R730[8]

 ドイツ
- Sd Kfz 9
- SLT 50 エレファント

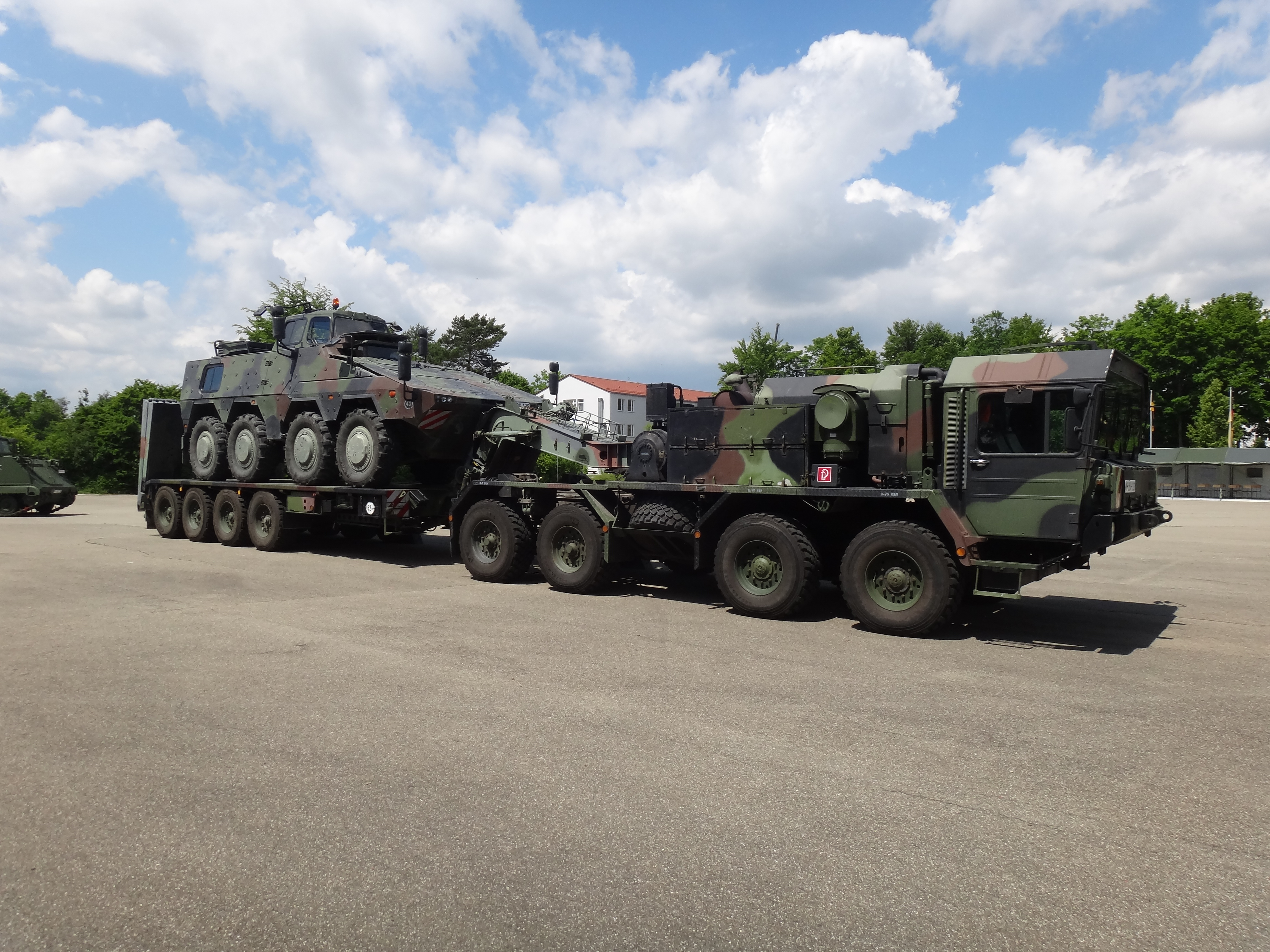
SLT 50-3 エレファント

- SLT 56 フランチェスカ（英語版）[9]
- SLT 2 マムート[10]
- メルセデス・ベンツ・アクトロス - カナダ、シンガポール、イスラエル等で戦車運搬車として使用されている。

 日本
- 73式特大型セミトレーラ
- 特大型運搬車
- 中型セミトレーラ

 ロシア
- MAZ-537
- MAZ-543 - 系列の派生車種でトラクター型のMAZ-7410（ロシア語版）が使用される。

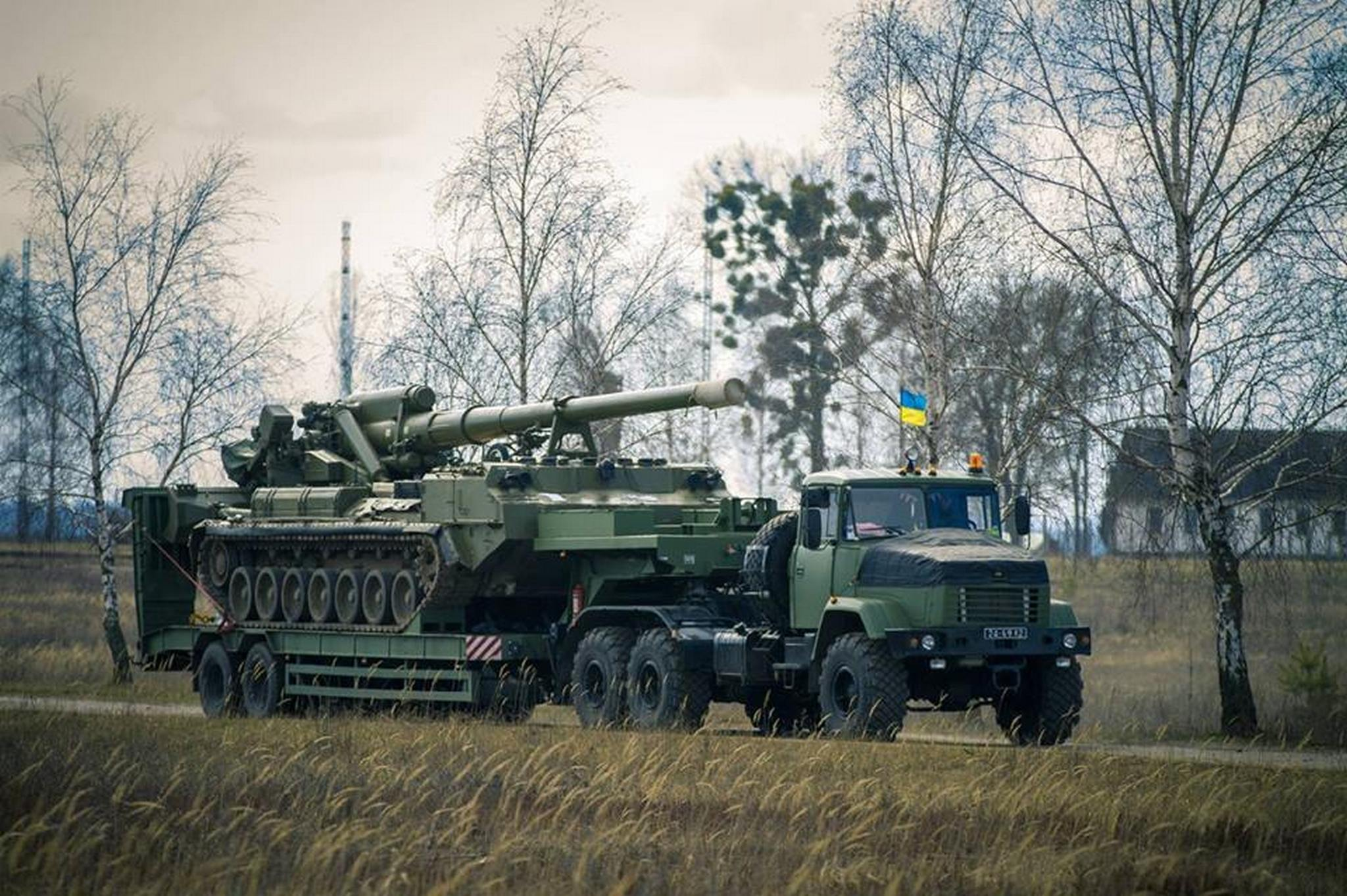
2S7ピオン 203mm自走カノン砲を運搬するKrAZ-6446

- KZKT-7428（英語版）[11]
- KAMAZ-65225（ロシア語版）[12]
- KAMAZ-78504[13]
- Ural-63704（ドイツ語版）

 ウクライナ
- KrAZ-6446（ウクライナ語版）